# Angarrack
Angarrack – wieś w Anglii, w Kornwalii. Leży 14 km na północny wschód od miasta Penzance i 398 km na zachód od Londynu.